# Primarias presidenciales del Partido Demócrata de 2008
 Este artículo se refiere al proceso de elección a candidato presidencial del partido Demócrata estadounidense en las Elecciones Generales de Estados Unidos de 2008. 
Para resultados específicos de primarias y asambleas, ver Resultado de las primarias del partido Demócrata 2008.
Las primarias demócratas de 2008 fueron el proceso de selección por el cual los miembros del Partido Demócrata (Estados Unidos) eligieron a sus candidatos para las elecciones presidenciales de Estados Unidos de 2008. Los candidatos para la presidencia de Estados Unidos y la vicepresidencia de los Estados Unidos fueron elegidos por una serie de primarias y asambleas o caucus, culminando con la Convención nacional demócrata de 2008 que se efectuó entre el 25 y el 28 de agosto en Denver, Colorado.
A fin de asegurar la nominación en la convención, un candidato tiene que recibir al menos 2.024,50 votos de los delegados (es decir, una mayoría simple de los 4.048 votos de los delegados, teniendo en cuenta los medios votos de los demócratas extranjeros y los territorios de Guam, Samoa Americana y las Islas Vírgenes Estadounidenses).

## Candidatos y resultados
Nota para la siguiente tabla:
- Números de delegados:
  - El número de delegados asignados vienen de la suma de la sección de Crónicas en este artículo.
  - La fuente para el estimado de los superdelegados es el blog de la convención Demócrata del 2008[1]
- Orden:
  - Los candidatos están ordenados por número de delegados y después ordenados alfabéticamente por apellido.

| Candidato       | En el cargo u oficina | Estado natal       | Delegados asignados Estimado de votos | Superdelegados Voto estimado | Total Voto estimado | Estatus de campaña | Enlaces                                                                                                |
| --------------- | --------------------- | ------------------ | ------------------------------------- | ---------------------------- | ------------------- | --- | --- |
| Barack Obama    | Senador               | Illinois           | 1.414 43%                             | 210 27%                      | 1.624 40%           | Ganador | sitio web de su campaña                                                                                |
| Hillary Clinton | Senadora              | Nueva York         | 1.252½ 39%                            | 246 31%                      | 1.498½ 37%          | Suspendida el 7 de junio de 2008                                                                                                   | Artículo de su campaña sitio web de su campaña                                                         |
| John Edwards    | Ex Senador            | Carolina del Norte | 18 <1%                                | 0                            | 18 <1%              | Suspendida el 30 de enero de 2008                                                                                                  | artículo de su campaña sitio web de su campaña                                                         |
| Joe Biden       | Senador               | Delaware           | 0                                     | 0                            | 0                   | Se retiró el 3 de enero de 2008 | Artículo de su campaña sitio web de su campaña                                                         |
| Chris Dodd      | Senador               | Connecticut        | 0                                     | 0                            | 0                   | Se retiró el 3 de enero de 2008 respaldó a Obama el 26 de febrero de 2008                                                          | Artículo de su campaña sitio web de su campaña Archivado el 4 de diciembre de 2020 en Wayback Machine. |
| Mike Gravel     | Ex Senador            | Alaska             | 0                                     | 0                            | 0                   | Respaldó al candidato del Partido Verde Jesse Johnson el 13 de marzo de 2008, y entró al Partido Libertario el 26 de marzo de 2008 | Artículo de su campaña sitio web de su campaña                                                         |
| Dennis Kucinich | Representante         | Ohio               | 0                                     | 0                            | 0                   | Se retiró el 23 de enero de 2008                                                                                                   | Artículo de su campaña sitio web de su campaña Archivado el 6 de febrero de 2004 en Wayback Machine.   |
| Bill Richardson | Gobernador            | Nuevo México       | 0                                     | 0                            | 0                   | Se retiró el 10 de enero de 2008 Respaldó a Obama el 21 de marzo de 2008                                                           | Artículo de su campaña sitio web de su campaña                                                         |

## Sistema de Delegados

Margen de los delegados asignados en las primarias y asambleas. Obama ganó el mayor número de delegados en los estados de color púrpura oscuro por un gran margen, mientras que Clinton ganó el mayor número de delegados con los estados de color verde oscuro. Ellos quedaron empatados en las primarias demócratas de Missouri y las primarias demócratas de Nueva Hampshire.

Margen del Voto Popular en las primarias y asambleas democráticas. El color púrpura oscuro es para Obama y el verde oscuro para Clinton. (El voto popular del ganador y de delegados varía en cuatro estados: NH, NV, MO, y TX.).

Los delegados son las personas que decidirán en la Convención Demócrata Nacional. Los delegados de los cincuenta estados de los Estados Unidos, el Distrito de Columbia y Puerto Rico tienen un voto cada uno, mientras que los de las Islas Vírgenes Estadounidenses, Guam y los demócratas extranjeros tienen medio voto cada uno. Por consiguiente, el número total de delegados es un poco mayor que el total del número de votos de delegados disponibles (que son 4.048).

## Crónicas
Véase también: Campaña presidencial de Barack Obama de 2008 y Campaña presidencial de Hillary Clinton de 2008
Notas para los recuadros en esta sección:
- Votos a la convención columna:
  - La fuente para el tamaño de la delegación es la llamada oficial para la convención Nacional Demócrata de 2008 por parte del Comité Nacional Democrático.[6] Fuentes específicas están presentadas para las primarias de Míchigan y Florida. Cambios recientes en fuentes no oficiales están indicadas en footnotes.
- Estimado de delegados estimados columna:
  - La fuente es el artículo de primaria o asamblea de cada estado. Hacer clic en el link específico de cada artículo para ver las fuentes usadas en esos artículos.
  - El candidato con la mayoría del voto popular esta subrayado. Note que en algunos casos, esto puede ser diferente que el número mayor de delegados.

### Enero de 2008
EL siguiente recuadro muestra los votos adquiridos por delegados asignados en las primeras cuatro elecciones de primarias y asambleas y reconocidas por el Comité Demócrata Nacional.
| Detalles    | Detalles         | Detalles                     | Votos a la Convención        | Votos a la Convención        | Votos a la Convención        | Votos a la Convención        | Votos a la Convención     | Votos a la Convención | Voto estimado de Delegados Asignados | Voto estimado de Delegados Asignados | Voto estimado de Delegados Asignados |
| Date        | Estado           | Elección especifica (enlace) | Votos de Delegados Asignados | Votos de Delegados Asignados | Votos de Delegados Asignados | Votos de Delegados Asignados | Votos de Super- Delegados | Total                 | Obama                                | Clinton                              | Edwards                              |
| Date        | Estado           | Elección especifica (enlace) | Distrito-nivel               | Todos                        | PLEO                         | Total                        | Votos de Super- Delegados | Total                 | Obama                                | Clinton                              | Edwards                              |
| ----------- | ---------------- | ---------------------------- | ---------------------------- | ---------------------------- | ---------------------------- | ---------------------------- | ------------------------- | --------------------- | ------------------------------------ | ------------------------------------ | ------------------------------------ |
| 3 de enero  | Iowa             | asambleas                    | 29                           | 10                           | 6                            | 45                           | 12                        | 57                    | 25 (16)                              | 14 (15)                              | 6 (14)                               |
| 8 de enero  | Nueva Hampshire  | primaria                     | 14                           | 5                            | 3                            | 22                           | 8                         | 30                    | 9                                    | 9                                    | 4                                    |
| 19 de enero | Nevada           | asambleas                    | 16                           | 6                            | 3                            | 25                           | 9                         | 34                    | 13                                   | 12                                   | 0                                    |
| 26 de enero | Carolina del Sur | primaria                     | 29                           | 10                           | 6                            | 45                           | 9                         | 54                    | 25                                   | 12                                   | 8                                    |
| -           | Total            | -                            | 88                           | 31                           | 18                           | 137                          | 38                        | 175                   | 72                                   | 47                                   | 18                                   |